# Olgiate Comasco
Olgiate Comasco är en ort och kommun i provinsen Como i regionen Lombardiet i Italien. Kommunen hade 11 682 invånare (2018).